# نعومي غينسبيرغ
نعومي غينسبيرغ (بالإنجليزية: Naomi Ginsberg)‏ هي فيزيائية وكيميائية ومهندسة أمريكية، ولدت في 1979 في هاليفاكس في كندا.